# Billancourt (stanice metra v Paříži)
Billancourt je nepřestupní stanice pařížského metra na lince 9. Leží mimo území Paříže ve městě Boulogne-Billancourt na křižovatce ulic Avenue du Général Leclerc, Rue de Billancourt  a Rue de la Ferme.

## Historie
Stanice byla otevřena 3. února 1934, kdy došlo k rozšíření linky od Porte de Saint-Cloud do dnešní konečné Pont de Sèvres.

## Název
Jméno stanice je odvozeno od názvu ulice a města, ve kterém se nachází.

## Vstupy
Stanice má východy na Avenue du Général Leclerc.